# ایمونواسی
ایمونواسی یک آزمایش بیوشیمیایی است که با استفاده از آنتی‌بادی (معمولاً) یا آنتی‌ژن (گاهی) وجود یا غلظت یک ماکرومولکول یا یک مولکول کوچک در یک محلول را اندازه‌گیری می‌کند. مولکول تشخیص داده شده توسط روش ایمونواسی اغلب به عنوان «آنالیت» نامیده می‌شود و در بسیاری از موارد یک پروتئین است، اگرچه ممکن است انواع دیگری از مولکول‌ها، در اندازه‌ها و انواع مختلف باشد.
رزالین سوسمن یالو و سلیمان برسون به عنوان توسعهٔ اولین آزمایش ایمونواسی در دهه ۱۹۵۰ شناخته شده‌اند. یالو در سال ۱۹۷۷ جایزه نوبل را به دلیل فعالیت خود در آزمایش‌های ایمونواسی پذیرفت و دومین زن آمریکایی بود که این جایزه را دریافت کرد.
همچنین، ایزوتوپ‌های رادیواکتیو را می‌توان در واکنش‌های ایمونواسی برای تولید یک رادیوایمونواسی (RIA) گنجانید.